# Thielavia ovispora
Thielavia ovispora är en svampart som beskrevs av Pidopl., Kiril. & Zakharch. 1973. Thielavia ovispora ingår i släktet Thielavia och familjen Chaetomiaceae.   Inga underarter finns listade i Catalogue of Life.